# 岩手県道163号津軽石停車場線
岩手県道163号津軽石停車場線（いわてけんどう163ごう つがるいしていしゃじょうせん）は、岩手県宮古市を通る一般県道である。

## 概要
三陸鉄道 津軽石駅から国道45号までの短距離路線である。

### 路線データ
- 起点：津軽石停車場（津軽石駅）
- 終点：宮古市津軽石（国道45号・岩手県道41号重茂半島線交点）

## 地理

### 通過する自治体
- 宮古市

### 交差する道路
- 国道45号・岩手県道41号重茂半島線

### 沿線の施設など
- 三陸鉄道リアス線 津軽石駅